# 베이비붐

미국의 출생률, 빨간 부분이 베이비붐 시기

베이비붐(Baby boom)은 출생률의 급상승기를 말한다. 주로, 전후에 많이 일어나는 현상이다. 최근 출생률 저조가 심화된 우리나라에서는 일시적인 출산율 등도 베이비붐이라고 일컬어지기도 한다. 대한민국에서는 주로 한국전쟁 이후 태어난 세대에 해당되며, 유럽, 미국, 일본에서는 제 2차 세계대전 이후 태어난 세대에 해당된다. 전세계 모든 국가가 전후(戰後)에 걸쳐 이와 같은 현상을 겪고 있다.

## 대한민국
한국전쟁이후 1955년부터 1963년까지 태어난 약 710만 명의 출생자들이 베이비붐 세대에 속한다. 1960년대 이전까지 빠른 출생아 수 증가를 거쳐 1960년대에 이르러 매년 100만 명이 넘게 태어난 세대이며, 정치-경제-사회적으로 현역 기성세대에 속해있는 세대이기도 하다. 막대한 인구의 이들이 몇년 안에 노년층이 될 것으로 전망돼 청년층의 부담이 더 커질 것이다.

## 일본
제 2차 세계대전이후 1947년부터 1949년까지 태어난 약 810만 명의 출생자들. 단카이 세대(団塊の世代)라고 흔히 불리며 이때 연 270만명씩 태어난 베이비붐이 일어난 지 3년 만에 실시된 강력한 출산 억제책으로 인해 이 세대 이후 출생자 수는 눈에 띄게 적다. 1980년대까지 일본의 약진과 번영을 이끌며 바라본 동시에 그 이후 노년이 되어 일본의 쇠락을 지켜보고 있는 세대이기도 하다. 이들의 자식세대는 단카이 주니어 세대라 불리며 현재 일본의 인구에서 가장 큰 비중을 차지하고 있는 세대이다.

## 미국
미국은 1950년대에서 1965년 이전 사이가 베이비 붐 세대에 구성된다. 다만 1966년을 전후하여 태어난 이들은 X세대로 취급한다.

## 중국
중국의 베이비붐 세대는 보통 1970년대 상반기까지 지속되었지만 중국의 산아 제한 정책에 따라 1980년대부터 1가정 1자녀 정책을 유지하도록 하는 것을 토대로 하는 계획적으로 아이를 많이 낳지 못하게 하는 적정선을 준수하는 규칙을 도입하였기 때문이다. 한국, 일본처럼 제한 규정을 강력히 실시하지 않는 것가 비교하면 사뭇 다르며, 중국의 지역 소수민족과 농어촌 지역은 1가정 2자녀 이상의 규칙은 예외 조항으로 두고 있는 경우도 있어 지역에 따라 차별하는 규정의 도입 이전까지 베이비붐 세대를 유지시키고 있다.

## 인도
인도는 상기 국가들과 달리 종교적 의식이 강한 특색상 인구 출산 억제를 자발적으로 막을 수 있기 때문에 베이비붐을 계속 유지하고 있는 중인 것으로 보인다.

## 같이 보기
- 베이비붐 세대
- 개체군 병목현상
- 인구 증가